# Балаковска АЕЦ
Балаковската АЕЦ (на руски: Балаковская АЭС) е атомна електроцентрала в Русия. Разположена е в Саратовска област, на 100 km североизточно от град Балаково. Разполага с четири действащи ВВЕР-1000 реактора. През 1993 г. четвърти енергоблок става първият пуснат в експлоатация след разпадането на Съветския съюз. Въпреки това, същата година е преустановено строителството на още два енергоблока.
Електроцентралата осигурява около една четвърт от производството на електроенергия в Приволжкия федерален окръг и около една шеста от всичката електроенергия от АЕЦ в страната. Обслужва се от над 3300 души персонал.
Балаковската АЕЦ участва в програма за побратимяване на атомни електроцентрали в Европа и Русия. От 1990 г. си партнира с АЕЦ „Библис“.

## Инциденти
На 27 юни 1985 г. по време на пускането първи реактор, човешка грешка води до неочаквано отваряне на предпазен клапан и пара с температура 300 °C причинява взрив в турбината, при което загиват 14 души.